# Formule de Grassmann
En mathématiques, plus précisément en algèbre linéaire, la formule de Grassmann exprime la dimension de la somme de deux sous-espaces vectoriels d'un même espace vectoriel. Plus précisément :
Formule de Grassmann — Soient F et G deux sous-espaces vectoriels d'un même espace vectoriel E. Alors
Si F et G sont de dimensions respectives finies, il en résulte que F + G aussi et que